# Remember Last Night?
Remember Last Night? és una pel·lícula de comèdia de misteri estatunidenca del 1935 dirigida per James Whale. La pel·lícula, basada en la novel·la The Hangover Murders, tracta de la investigació de l'assassinat d'un grup d'amics. Els supervivents no poden recordar els esdeveniments de la nit de l'assassinat perquè estaven massa borratxos. Remember Last Night? compta amb un repartiment encapçalat per Edward Arnold, Constance Cummings i Robert Young.
Whale va convèncer el cap d'Universal Studios Carl Laemmle, Jr. de comprar els drets de pantalla de la novel·la perquè Whale pogués evitar dirigir Dracula's Daughter, ja que no volia dirigir cap altre terror. pel·lícula tan aviat després de rodar La núvia de Frankenstein. Els esborranys inicials del guió es van considerar inadequats segons el Codi de producció a causa del focus en el consum excessiu d'alcohol. El títol original de la novel·la tampoc no era adequat a causa de la paraula "ressaca". Després de les revisions, la pel·lícula va ser aprovada i es va estrenar el 4 de novembre de 1935 amb crítiques mixtes i mals resultats de taquilla.

## Argument
Per celebrar el seu sis mesos d'aniversari, els socis de Long Island Tony i Carlotta Milburn organitzen una festa de copes amb els amics, que culmina amb una parada al restaurant propietat de Faronea. No saben que Faronea conspira amb Baptiste Bouclier, el xofer de l'amfitrió Vic Huling, per segrestar Vic. L'endemà al matí, els Milburn es desperten amb penjada per trobar en Vic mort d'un tret al cor i la seva dona Bette desapareguda. Tony truca al seu amic, el fiscal de districte Danny Harrison per investigar. La Bette arriba amb Billy Arliss, a casa del qual havia dormit. A causa del seu consum excessiu, ningú recorda res del que havia passat la nit anterior. A mesura que les evidències circumstancials s'acumulen contra Tony, truca al professor hipnotitzador Karl Jones perquè ajudi tothom a recuperar els seus records. Just quan el professor està a punt de revelar l'assassí, és assassinat.
El següent a morir és el restaurador Faronea. Després que en Tony i la Carlotta l'escoltin conversant amb un còmplice al seu restaurant, Faronea els descobreix. Tony diu que sap sobre el complot del segrest i el còmplice assassina Faronea. La parella torna a casa per trobar Bouclier assassinat a les seves habitacions. L'amic Jake Whitridge respon a una trucada telefònica frenètica de Billy. Tony i Danny arriben, tal com havien planejat amb Billy, moments després de Jake. Jake ataca en Billy i el noqueja. Quan recupera la consciència, Billy intenta disparar en Jake però Tony el salva. Després que arribin els diferents cònjuges, Tony anuncia que ha resolt el misteri.
Billy va demanar diners en préstec a Vic en nom de Jake, fent servir un nom fals. Jake va modificar el xec perquè fos de 150.000 dòlars en lloc de 50.000 dòlars i Vic va obligar a Billy a revelar que havia manllevat els diners per a Jake. Jake va disparar a Vic a casa d'en Jake i va portar el seu cos a la festa, on tothom va suposar que s'acabava de desmaiar. Jake va pagar a Bouclier perquè es mantingués en silenci, i per això Bouclier va haver de matar el professor Jones. Bouclier, còmplice de Faronea, va matar Faronea després que Tony li parlés del complot del segrest. Aleshores, Jake va disparar a Bouclier. Danny arresta Jake i extreu una promesa de Tony i Carlotta de deixar de beure. Accepten i brinden per això.

## Repartiment
- Edward Arnold com a Danny Harrison
- Robert Young com Tony Milburn
- Constance Cummings com a Carlotta Milburn, la dona de Tony
- George Meeker com a Vic Huling
- Sally Eilers com a Bette Huling, la dona de Vic
- Reginald Denny com a Jake Whitridge
- Louise Henry com a Penny Whitridge, la dona de Jake
- Gregory Ratoff com Faronea
- Robert Armstrong com a Flannagan, el mecànic dels Milburn
- Monroe Owsley com a Billy Arliss
- Jack La Rue com a Baptiste Bouclier, el xofer de Vic (com a Jack LaRue)
- Edward Brophy com a Maxie, l'assistent de Harrison
- Gustav von Seyffertitz com el professor Karl Jones
- Rafaela Ottiano com a Mme. Bouclier (com a Rafael Ottiano)
- Arthur Treacher com a Clarence Phelps, el majordom
- E. E. Clive com a fotògraf del coroner

## Producció
El cap d'Universal Studios Carl Laemmle, Jr. estava ansiós perquè James Whale, acabat del seu gran èxit amb La núvia de Frankenstein, dirigís Dracula's Daughter. Whale estava ociosa, esperant que Irene Dunne acabés de treballar a Magnificent Obsession per poder començar a treballar a Show Boat de Whale. Desconfiat de dirigir dues pel·lícules de terror seguides, Whale va convèncer Laemmle de comprar els drets d'una novel·la de misteri anomenada The Hangover Murders. Whale va argumentar que el mateix tipus de públic que va anar a pel·lícules de terror també va anar a pel·lícules de misteri i va assenyalar la reeixida pel·lícula de Metro-Goldwyn-Mayer El sopar dels acusats com a evidència que una pel·lícula basada en una novel·la seria un èxit. Laemmle va acceptar comprar els drets per 5.000 dòlars, només després d'extreure una promesa de Whale que dirigiria Dracula's Daughter.
L'Administració del codi de producció, que havia entrat en vigor poques setmanes després del llançament de El sopar dels acusats i que restringia el consum d'alcohol a la pantalla, va desaprovar el projecte fins i tot abans que s'escrigués un guió. El cap de PCA Joseph Breen va prohibir l'ús de la paraula "ressaca" al títol. Laemmle va acceptar i a mitjans d'agost va canviar temporalment el nom del projecte Wild Night abans de decidir-se per Remember Last Night? en resposta a una enquesta als expositors. Breen va enviar dos representants per reunir-se amb Whale, Laemmle i el censor de l'estudi Harry Zehner en un esforç per reduir o eliminar la dependència de l’alcohol a la pel·lícula. Els dos homes es van adonar que la major part del consum d'alcohol era requerit per a la trama –i per tant permesa segons el Codi de producció– i Whale va prometre mantenir el final de la novel·la en què Tony i Carlotta accepten deixar de beure.
Harry Clork i Doris Malloy van elaborar un tractament de 34 pàgines que Laemmle va aprovar a l'abril. La parella va completar el seu esborrany el 20 de maig de 1935. Whale va fer que Dan Totheroh tornés a escriure el diàleg i l'esborrany estava llest per enviar-lo a la PCA el 15 de juliol. Quan Breen va revisar l'esborrany, les seves objeccions es van centrar en el consum excessiu d'alcohol. "Aprofitem l'ocasió per assenyalar-vos, pel que fa a la qüestió del tractament de la beguda en aquesta història, que, en general, es presenta d'una manera de comportament lleugera, bromista, acceptable, divertida i desitjable. és en això que creiem que el rebuig es pot basar raonablement." El 24 de juliol, el mateix dia que Whale va començar a rodar, es va presentar un guió revisat amb l’alcoholisme lleugerament atenuat. Remember Last Night? tenia un pressupost de 385.000 $ Whale va inserir línies que es burlaven de les pel·lícules de terror, un gènere amb el qual ja no volia estar associat. Es veu a Carlotta saltant sobre un trampolí fent voltes amb una tovallola i exclamant "Mira, sóc la filla de Dràcula!" i en una altra escena diu "Em sento com la núvia de Frankenstein!" El rodatge va acabar el 14 de setembre. Whale va superar el pressupost de nou dies i 75.000 dòlars.

## Llançament i recepció
Remember Last Night? va ser aprovat per la PCA el 24 de setembre de 1935, i després de les preestrenes a l'octubre, es va estrenar el 4 de novembre. Financerament, la pel·lícula va ser un fracàs que segons Laemmle va fer perdre diners a l'estudi. La recepció crítica va ser mixta. The Hollywood Reporter va anomenar la pel·lícula "un misteri d'assassinat per enredar tots els misteris d'assassinat".i "un motí de punts de comèdia superposats a un motí de detecció de crims". Whale, el crític va considerar, "es deixa anar en un esbarjo de director desenfrenat". Encara que menys efusiva, The New York Times va elogiar la pel·lícula com "una bona diversió menor" i va assenyalar la simpàtica parella de Young i Cummings. Ed Brophy, Edward Arnold i Arthur Treacher també van ser elogiats. No obstant això, el Times va concloure que Remember Last Night? s'hauria de gaudir "amb moderació", ja que el "comportament de mig astut dels protagonistes de la pel·lícula" pot fer que l'espectador surti "amb la sensació que un o dos assassinats addicionals entre els directors bojos haurien fet de Long Island un lloc encara millor per viure". Variety desaprovava molt la pel·lícula. "Les dones estan més begudes que els homes, i dues de les esposes encara més. Tot és una mica insalubre."
Els consells de censura locals van fer nombrosos retalls a la pel·lícula. La llarga escena de la festa alcohòlica es va tallar, així com part d'un petó de 30 segons entre Tony i Carlotta que va obrir la pel·lícula. Els censors també van tallar una línia de diàleg pronunciada per Louise Henry en resposta a la declaració de Carlotta que els Marines havien aterrat: "Hi haurà atrocitats, vull ser el primer!". La pel·lícula mai es va tornar a estrenar, no s'ha estrenat mai en cap format de vídeo casolà i poques vegades es mostra a la televisió. Per tant, la resposta crítica moderna ha estat lleugera, tot i que Tom Milne de Time Out New York va batejar la pel·lícula com una "Deliciosa paròdia del thriller detectivesc... L'ús de les elisions per part de Whale, els no-sequiturs i les tensions inesperades creen el que pràcticament és un pla per a l'estil desenvolupat per Robert Altman a MASH i després." Los Angeles Times, revisant la pel·lícula per a una retrospectiva de l'obra de Whale el 1999, va trobar que era "una bagatel·la divertida, llançada amb gran enginy i habilitat per Whale" i "molt divertit si teniu ganes d'una peça d'època elegant i trencadissa".